# Aleksej Mizgirjov
Aleksej Mizgirjov (russisk: Алексе́й Ю́рьевич Мизгирёв) (født 1. juli 1974 i Myski i Sovjetunionen) er en russisk filminstruktør og manuskriptforfatter.

## Filmografi
- Buben, baraban (Бубен, барабан, 2009)[1][2]
- Duellanten (Дуэлянт, 2016)